# Bernard Panafieu
Pour les articles homonymes, voir Panafieu.
Bernard Panafieu est un prélat français, né le 26 janvier 1931 à Châtellerault (Vienne) et mort le 12 novembre 2017 à Carpentras (Vaucluse).
Il a été évêque auxiliaire d'Annecy de 1974 à 1978, archevêque d'Aix-en-Provence de 1978 à 1994, puis archevêque de Marseille de 1995 à 2006.
Jean-Paul II l'a créé cardinal en 2003.

## Biographie

### Origine
Bernard Louis Auguste Paul Panafieu est né le 26 janvier 1931 à Châtellerault, dans la Vienne.

### Formation
Entré au séminaire à Albi, Il poursuit sa formation au grand séminaire Saint-Sulpice à Issy-les-Moulineaux.
Il est ordonné prêtre le 22 avril 1956 en la basilique Notre-Dame de Paris pour le diocèse d'Albi.

### Prêtre
Après un premier ministère paroissial comme vicaire à Saint-Sauveur-de-Mazamet de 1956 à 1962, il se consacre au monde des jeunes, tout d'abord comme aumônier du lycée Lapérouse à Albi de 1962 à 1967, puis comme aumônier de la paroisse universitaire et responsable de l'aumônerie de l'enseignement public. Entre 1967 et 1970, il devient aumônier des étudiants à Toulouse. Revenu dans son diocèse d'Albi, il est curé-doyen de Brassac de 1971 à 1974, charge qu'il cumule en 1972 avec celle de secrétaire général du conseil presbytéral d'Albi.

### Évêque
Nommé évêque auxiliaire de Jean-Baptiste Sauvage, évêque d'Annecy, le 18 avril 1974, il est consacré à cette fonction le 9 juin suivant par Claude Dupuy. Le 30 novembre 1978, il est nommé archevêque titulaire d'Aix-en-Provence, puis le 24 août 1994, archevêque coadjuteur de Marseille,. Il en devient l'archevêque titulaire le 22 avril 1995, et se retire pour raison d'âge le 12 mai 2006. Il rejoint alors l'institut Notre-Dame de Vie à Venasque.

### Cardinal
Il est créé cardinal par Jean-Paul II lors du consistoire du 21 octobre 2003 avec le titre de cardinal-prêtre de San Gregorio Barbarigo alle Tre Fontane. Il prend ainsi part au conclave de 2005 qui élit le pape Benoît XVI ; en revanche, ayant dépassé la limite d'âge le 26 janvier 2011, il ne peut pas prendre part aux votes du conclave de 2013 qui voit l'élection du pape François.
Au sein de la Conférence des évêques de France, il a été membre de la commission des ministères ordonnés.
Au sein de la curie romaine, il a été membre du conseil pontifical pour le dialogue interreligieux et du conseil pontifical Justice et Paix.

### Mort
Bernard Panafieu meurt d’une pneumonie le dimanche 12 novembre 2017 dans l’hôpital de Carpentras (Vaucluse),.

## Devise et armoiries
Sa devise est Parare viam Domini (« Préparer le chemin du Seigneur »).
Ses armoiries épiscopales se décrivent ainsi: « D’or à quatre pals de gueules — qui est de Provence-Aragon — au chef de gueules chargé d’une croix cléchée, évidée et pommetée d’or — qui est de Languedoc. »
Son sceau épiscopal est circulaire. Il reproduit les armoiries avec les ornements extérieurs : la croix à deux travées, le chapeau archiépiscopal et la devise.
 
Sur le pourtour du cercle on trouve une légende : « Sigillum Bernardi Archiepis[copi] Massilien[sis] ». (Sceau de Bernard Archevêque de Marseille).

## Distinctions
- Commandeur de l'ordre national de la Légion d'honneur[4],[2]
- Chevalier grand-croix de l’ordre équestre du Saint-Sépulcre de Jérusalem[2]
- Membre de l'académie de Marseille[2]